# Ogólnokrajowy Spis Abonentów
Ogólnokrajowy Spis Abonentów – wydawany przez Orange Polska S.A. (dawniej TP SA) w formie elektronicznej, a w przeszłości również w papierowej, spis abonentów indywidualnych oraz biznesowych wszystkich operatorów telekomunikacyjnych. Podstawą prawną jego publikacji jest art. 395 ustawy z dnia 12 lipca 2024 r. Prawo komunikacji elektronicznej (w latach 2004-2024 art. 169 ustawy z dnia 16 lipca 2004 r. Prawo telekomunikacyjne).
Dane osobowe zawarte w publicznie dostępnym spisie abonentów powinny być ograniczone do:
1. numeru abonenta lub znaku identyfikującego abonenta;
2. nazwiska i imion abonenta;
3. nazwy miejscowości oraz ulicy określające:
  1. miejsce zakończenia sieci telefonicznej - w przypadku stacjonarnej publicznej sieci telefonicznej,
  2. miejsce zameldowania abonenta na pobyt stały - w przypadku ruchomej publicznej sieci telefonicznej.

Zamieszczenie w spisie danych identyfikujących abonenta będącego osobą fizyczną może nastąpić wyłącznie po uprzednim wyrażeniu przez niego zgody na dokonanie tych czynności. Wycofanie zgody należy przekazać do własnego operatora telekomunikacyjnego.
Zamieszczenie w spisie danych identyfikujących abonenta instytucjonalnego nie wymaga jego zgody. Abonent taki może jednakże w dowolnej chwili wystąpić do swojego przedsiębiorcy telekomunikacyjnego z wnioskiem o zastrzeżenie swoich danych (numeru/numerów telefonów). Możliwe jest także zastrzeżenie danych wyłącznie na potrzeby książki telefonicznej albo wyłącznie na potrzeby biura numerów, albo obu usług.